# Claire Martin (Sängerin)

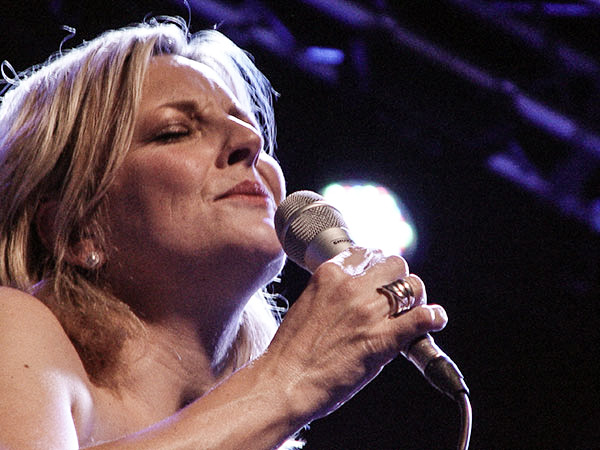
Claire Martin
Aarhus Dänemark 2011

Claire Martin OBE (* 6. September 1967 in Wimbledon, London, England) ist eine britische Jazzsängerin.

## Leben und Wirken
Martin kannte schon als Kind die Songs von Judy Garland; weitere Einflüsse waren die Songbook-Alben Ella Fitzgeralds. Sie studierte Gesang und Schauspiel in New York City und London. Ihre Karriere als Profisängerin begann mit einem Engagement auf dem Passagierschiff Queen Elizabeth 2, wo sie für zwei Jahre in der Theaterbar sang. 1991 gründete sie ihr eigenes Jazzquartett, mit dem sie für das schottische Label Linn Records aufnahm. Ihre Begleiter waren Jim Mullen, Jonathan Gee, Clark Tracey und der Bassist Arnie Somogyi. Ihr Debütalbum, The Waiting Game wurde von The Times als eines der „Alben des Jahres“ ausgezeichnet. Im selben Jahr trat sie auf dem Glasgow International Jazz Festival auf. 1995 folgte ein Auftritt im Londoner Ronnie Scott’s Jazz Club; 1997 veröffentlichte sie das Album Make This City Ours, auf dem sie von Musikern wie Antonio Hart, Gerard Presencer, Peter Washington und Gregory Hutchinson begleitet wurde.
Martin sang außerdem mit der Band von Mick Hutton, mit Ray Gelatos Giants Of Jive und im Bereich der freien Musik mit John Stevens. Sie wirkte auch bei Aufnahmen von Geoff Gascoyne, Stephane Grappelli, Martin Taylor und Bobby Wellins mit. Weiterhin trat sie als Co-Moderatorin in der Radiosendung Jazz Line Up auf BBC Radio 3 auf.
Martin erhielt zahlreiche Auszeichnungen, wie den British Jazz Award, den BBC Jazz Award sowie 2022 den Parliamentary Jazz Award als beste Vokalistin.

## Diskografische Hinweise
- 1992 The Waiting Game
- 1995 Off Beat
- 1997 Make This City Ours
- 1999 Take My Heart
- 2000 Perfect Alibi
- 2001 The Very Best of Claire Martin: Every Now and Then
- 2002 Too Darn Hot
- 2004 Secret Love
- 2005 When Lights Are Low
- 2007 He Never Mentioned Love
- 2009 A Modern Art
- 2011 Witchcraft: The Songs of Cy Coleman
- 2011 He Never Mentioned Love: Remembering Shirley Horn
- 2019 Believin' It
- 2019 Bumpin’ (mit Jim Mullen)
- 2020 Songs and Stories (mit Callum Au; „Album des Jahres“ bei den Parliamentary Jazz Awards 2021)[1]

## Lexikalische Einträge
- Ian Carr, Digby Fairweather, Brian Priestley: Rough Guide Jazz. Der ultimative Führer zur Jazzmusik. 1700 Künstler und Bands von den Anfängen bis heute. Metzler, Stuttgart/Weimar 1999, ISBN 3-476-01584-X.
- Richard Cook, Brian Morton: The Penguin Guide to Jazz Recordings. 8. Auflage. Penguin, London 2006, ISBN 0-14-102327-9.